# 奉行
奉行（ぶぎょう）とは、平安時代から江戸時代にかけての武家における職名の一つ。奉行人（ぶぎょうにん）ともいい、職務を行う役所は奉行所と呼ばれていた。家老の配下で大奉行、奉行があった。

## 概要
元来、上司からの命令を奉じてそのことを執り行うことを「奉じ行ふ＝奉行する」といい、動詞であった。その後、その担当者のことを言うようになった。
律令法において、命令及びその文書は上位の機関（官司）が口頭または文書にて命令を発し（「宣」）、下位の機関（官司）がそれを受けた（「奉」）上でその内容を施行する（「行」）するものとされていた。ここにおける“施行”とは現代の法律用語とはやや異なり、命令の内容を下位の機関（官司）の担当者などに周知させるという意味で用いられていた。例えば、符などの命令文書が届けられた場合には正文（第三者に渡すなどして手元に残らない場合には案文などの控え・写しの文書）に下位の機関（官司）に属する四等官らが文書の受理（奉）と内容の承知（行）、すなわち奉行した旨の署判を行ったのであった。
平安時代、公事や宮中行事を司る臨時の職として定められたのが初見であり、当初は責任者である公卿以下の官人を指したが、後には実務を担当する蔵人・弁官・外記などを指すようになった。鎌倉幕府成立以降は、幕府、守護、国人領主の家政を司る職掌のひとつとして定められた。幕府や守護大名が定める奉行職は中堅幹部や吏僚としての性質が強かったが、国人領主における奉行職の場合は主に領主を補佐し、家政を総覧する宿老や家老級の地位を指す場合が多い。江戸時代は、幕府をもとより、大名の領国支配においても、江戸時代中期以降、藩と称されるような官僚制的な性質の強い統治機構を形成するようになり、奉行は幕府や大名家において上級幹部から下級幹部に至るまで、その職名に多く採用されることとなった。一般には奉行という言葉は重臣というイメージだが、赤穂浪士の討ち入りメンバーに20石取の奉行職が多数含まれているように、実際には言葉の意味としては「担当官」以上のものではなく、軽輩の武士がこの職名に任じされることもしばしばあった。
江戸時代においては通常、部署により「町奉行」や「作事奉行」の様に「○○奉行」という使い方をするが、家老補佐役もしくは家老相当職に単に「奉行」と称する加判級の役職がある藩も少なくない。

## 奉行の変遷
時代ごとの奉行の位置付け、あるいは奉行が置かれた例を紹介する。

### 平安時代
宮廷の儀式などに際して臨時に定められた役。

### 鎌倉時代
鎌倉幕府が臨時または常置して政務を分掌させた職名。
例：鎮西奉行、守護人奉行※後の守護大名

### 室町時代
室町幕府が臨時または常置して政務を分掌させた職名。
足利義満の死後、旧鎌倉幕府以来の奉行の家柄や足利将軍家の譜代家臣の家柄から構成された文官集団である奉行衆（ぶぎょうしゅう）が組織され、そこから奉行人が選出されるのが定例となった。

### 安土桃山時代
豊臣政権において政務を担当する者。五奉行。

### 江戸時代
江戸幕府や諸藩の上中級職名に奉行が付く職名が多い。幕府の場合は以下のものの他、多数の奉行職がある。
- 寺社奉行
- 勘定奉行
- 道中奉行
- 町奉行
- 遠国奉行
- 作事奉行
- 普請奉行
- 吹上添奉行
- 寄場奉行
- 書物奉行
- 腰物奉行
- 郡方奉行。配下に郡間→郡代

一方で、仙台藩や会津若松藩、米沢藩、越後長岡藩のように、家老の補佐役もしくは家老職として単に「奉行」と称する役職を置く藩も少なからず存在する。これらの職は、先述の「○○奉行」と呼称する役職より格上であることが多い。仙台藩や越後長岡藩のように年寄や中老と並立して存在している場合もあるが、柳河藩のように中老の前名の場合もある。

## 現代における比喩的用法
現代の日本において、比喩的な用法などで「奉行」の言葉が使われることがある。

### 神社の祭礼
神社の祭礼において、その神社の氏子、神社付近の住民及びその子女に神事の一端に携わらせる場合に、その役名として用いられる。

### 鍋料理
共同で料理し食する鍋料理を実質的に取り仕切る者を、俗に「鍋奉行」ということがある。

### 政治
政界において、ある集団の最高幹部をひとまとめに名数として表現するときに「奉行」ということがある。「佐藤派五奉行」「竹下派七奉行」の例があるが、この場合は「奉行」という役職に就くわけではない。